# 北岡伸一
北岡 伸一（きたおか しんいち、1948年〈昭和23年〉4月20日 - ）は、日本の政治学者、歴史学者。奈良県立大学理事長、政策研究大学院大学客員教授、東京大学名誉教授、立教大学名誉教授。学位は法学博士（東京大学・1976年）。専門は日本政治外交史。
国連次席大使（2004年4月 - 2006年8月）、国際大学学長、国際協力機構（JICA）理事長を歴任。

## 来歴・人物
奈良県吉野郡吉野町で造り酒屋の家に生まれる。祖父と父は共に吉野町長。大叔父は官僚・経済学者の北岡寿逸。東大寺学園中学校・高等学校、東京大学法学部卒業。東京大学大学院法学政治学研究科修士課程修了、1976年博士課程修了、博士論文「日本陸軍と大陸政策 1906年 - 1918年」により、法学博士取得。
立教大学法学部専任講師、助教授、教授を経て、1997年東京大学法学部教授。2012年3月、東京大学退職、東京大学名誉教授。同年4月より政策研究大学院大学教授に就任。2014年、政策研究大学院大学学長特別補佐・特別教授。2012年10月より2015年9月まで国際大学学長（非常勤）。2011年（平成23年）、紫綬褒章を受章。
イラク戦争については「大量破壊兵器保有」と「北朝鮮対策」を理由として米国によるイラク攻撃を支持する日本国際フォーラムの緊急提言に委員の１人として名を連ねている。自衛隊イラク派遣に際しては、サッダーム・フセインの捕捉に伴って治安情勢が安定するという見通しの下に支持した。
2004年（平成16年）4月から2006年（平成18年）9月まで外務省へ出向し日本政府国際連合代表部次席大使としてニューヨークに赴任する。この他にも、長期的な外交戦略検討のために設置された小泉純一郎首相の私的諮問機関「対外関係タスクフォース」委員（2001年（平成13年）9月 - 2002年（平成14年）11月）、外務省改革の一環として、過去の外交政策の政策評価を行うため設置された「外交政策評価パネル」座長（2002年（平成14年）8月 - 2003年（平成15年）8月）、日本版国家安全保障会議 (NSC) 設置検討のために設置された「国家安全保障に関する官邸機能強化会議」委員（2006年（平成18年）11月 - 2007年（平成19年）2月）、日本の集団的自衛権保持の可能性について考える安倍晋三首相の私的諮問機関「安全保障の法的基盤の再構築に関する懇談会」有識者委員（2007年（平成19年）4月 - 2008年（平成20年）8月）、福田康夫首相の私的勉強会「外交政策勉強会」委員（2007年（平成19年）12月 - 2008年（平成20年）9月）などを歴任した。また、「日中歴史共同研究委員会」の日本側座長（2006年（平成18年）12月1日 - 2009年（平成21年）12月）を務めた。
民主党政権下では防衛計画の大綱に関する関係閣僚会議に参加した。『産経新聞』によると、北岡もこの会議で自衛隊の装備・編成といった専門外の分野に介入し、陸上自衛隊からの批判があったとされる。
2013年、第2次安倍内閣で「安全保障の法的基盤の再構築に関する懇談会」委員に再度選ばれた（今次は座長）。集団的自衛権について、最小限度であれば憲法改正せずとも行使可能との立場をとる。さらにその活動範囲について「論理的には地球の裏側まで、極論すれば地球外でも。宇宙だろうがどこだろうが行くかもしれない」。ただし、一方で攻撃された国からの明確な要請がない限り、自衛隊は派遣できないとも主張している。
2015年2月19日、菅義偉官房長官は、安倍晋三首相が同年夏に発表する「戦後70年談話」に関する有識者会議のメンバー16人の名簿を発表。北岡も同会議のメンバーに選ばれ、座長代理に就任した。安倍首相は過去の「植民地支配」と「侵略」を謝罪した村山富市首相談話の文言を使用しない考えを表明していたが、北岡はそれを踏まえ、同年3月9日に「日本は侵略戦争をした。私は安倍首相に『日本が侵略した』と言ってほしい」と述べた。北岡の見解に対し各方面からの反発が表明され、3月17日には日本会議代表委員の長谷川三千子から産経新聞紙上で名指しで批判される。北岡はわずか1か月で変節し、4月10日、「『植民地支配と侵略』や『おわび』の踏襲にこだわる必要はない」と、全く逆の考えを示すに至った。
同年10月1日付で国際協力機構 (JICA) の理事長に就任。
2022年3月31日付で国際協力機構 (JICA) の理事長を退任。2022年4月より特別顧問。

## 年譜
- 1971年（昭和46年）06月 - 東京大学法学部卒業
- 1973年（昭和48年）3月 - 東京大学大学院法学政治学研究科修士課程修了
- 1976年（昭和51年）
  - 9月 - 東京大学大学院法学政治学研究科博士課程修了（法学博士）
  - 10月 - 立教大学法学部専任講師
- 1978年（昭和53年）10月 - 立教大学法学部助教授
- 1981年（昭和56年） - プリンストン大学客員研究員（ - 1983年（昭和58年））
- 1985年（昭和60年）10月 - 立教大学法学部教授
- 1989年（昭和64年/平成元年）3月 - 放送大学客員教授
- 1997年（平成09年）10月 - 東京大学大学院法学政治学研究科教授
- 2004年（平成16年）04月〜2006年（平成18年）09月 - 外務省へ出向し国際連合日本政府代表部次席代表・特命全権大使
- 2006年（平成18年）09月 - 東京大学大学院法学政治学研究科教授に復職。
- 2009年（平成21年）12月 - 財団法人世界平和研究所研究本部長（ 2018年（平成30年）より研究所総括研究顧問）
- 2012年（平成24年）
  - 1月 - 東京大学で最終講義を行う[要出典]。
  - 3月 - 東京大学を辞職[13]。
  - 4月 - 政策研究大学院大学教授
  - 6月 - 政策研究大学院大学学長特別補佐・教授
  - 10月 - 国際大学学長[14]（ - 2015年（平成27年））
- 2014年（平成26年）04月 - 政策研究大学院大学学長特別補佐・特別教授
- 日本国際フォーラム参与[15]
- 2015年（平成27年） 4月-公立大学法人奈良県立大学理事長（非常勤）
- 2015年（平成27年）010月 - 国際協力機構 (JICA) 理事長
- 2018年（平成30年）0 - 立教大学名誉教授
- 2022年（令和4年）03月 - 国際協力機構 (JICA) 理事長を退任
- 2022年（令和4年）04月 - 国際協力機構 (JICA) 特別顧問

## 受賞
- 1986年（昭和61年）0 - 吉田茂賞（受賞作『対米外交の条件―清沢洌の日米関係観』）
- 1987年（昭和62年）0 - サントリー学芸賞（受賞作『清沢洌』）
- 1992年（平成4年）0 - 読売論壇賞（受賞作『日米関係のリアリズム』）
- 1995年（平成7年）0 - 吉野作造賞（受賞作『自民党 政権党の38年』）
- 2019年（令和0年）0 - パラグアイ国家功労勲章（英語版）[16]

## 栄典
- 2011年（平成23年）0 - 紫綬褒章[17]

## 親族

### 親族
- 曾祖父: 北岡惣太郎
- 祖父: 北岡惣太郎（二代目）（元・奈良県吉野町長）[18]
- 父: 北岡茂（京都帝国大学医学部卒業）[18]（元・奈良県吉野町長）
- 弟: 北岡篤（東大寺学園高校、東京大学農学部卒業、元奈良県吉野町長、北岡本店社長）[18]
- 大叔父
  - 北岡寿逸（農商務省官僚・国際労働機関日本政府代表として労働政策を担当。後に東京帝国大学経済学部教授、國學院大學名誉教授）[19]
  - 北岡馨（工学者、東大理学部化学科卒、東洋大学教授、寿逸の弟、）

- 妻: 鈴木りえこ（ミレニアム・プロミス・ジャパン理事長、元電通総研生活文化部主任研究員）[20]

### 関係者
- 駒場時代（東京大学教養学部前期課程）は佐藤誠三郎のゼミに所属。同期生に舛添要一、下斗米伸夫らがいた。大学院における指導教官は林茂・三谷太一郎。他に伊藤隆に師事した。
- ゼミ学生に詫摩佳代（東京都立大学法学部教授）がいる。
- 2024年8月2日付日本経済新聞朝刊『私の履歴書』で、幼少期に、故郷の奈良県吉野郡を巡業で訪れた大相撲の横綱・千代の山雅信（当時大関）に抱かれた経験があったことを記述している。[21]

## 著書

### 単著
- 『日本陸軍と大陸政策――1906-1918年』東京大学出版会、1978年11月。新装版2023年9月
- 『清沢洌――日米関係への洞察』中央公論社〈中公新書〉、1987年1月。ISBN 4-12-100828-6。
  - 『清沢洌――外交評論の運命』中央公論新社〈中公新書〉、2004年7月。ISBN 4-12-190828-7。増補版
- 『後藤新平――外交とヴィジョン』中央公論社〈中公新書〉、1988年6月。ISBN 4-12-100881-2。
- 『日本政治史――外交と権力』放送大学教育振興会〈放送大学教材〉、1989年4月。ISBN 4-14-534941-5。
  - 『日本政治史――外交と権力』有斐閣、2011年4月。ISBN 978-4-641-04993-2。 上記の大幅な改訂版。
- 『国際化時代の政治指導』中央公論社〈中公叢書〉、1990年7月。ISBN 4-12-001950-0。
- 『日米関係のリアリズム』中央公論社〈中公叢書〉、1991年12月。ISBN 4-12-002080-0。
- 『政党政治の再生――戦後政治の形成と崩壊』中央公論社〈中公叢書〉、1995年1月。ISBN 4-12-002397-4。
- 『自民党――政権党の38年』読売新聞社〈20世紀の日本 ①〉、1995年11月。ISBN 4-643-95106-0。編集委員、全12巻
  - 『自民党――政権党の38年』中央公論新社〈中公文庫〉、2008年7月。ISBN 978-4-12-205036-5。
- 北岡伸一述『日本政治と日米関係』国際関係基礎研究所、1999年1月。講演冊子
- 『政党から軍部へ――1924〜1941』中央公論新社〈日本の近代 5〉、1999年9月。ISBN 4-12-490105-4。全16巻
  - 『政党から軍部へ――1924〜1941』中公文庫〈日本の近代⑤〉、2013年6月。伊藤隆・猪木武徳・御厨貴と編集委員
- 『「普通の国」へ』中央公論新社、2000年7月。ISBN 4-12-003031-8。
- 北岡伸一述『政治に人材登用革命を』国際関係基礎研究所、2000年12月。講演冊子
- 『独立自尊――福沢諭吉の挑戦』講談社、2002年4月。ISBN 4-06-210504-7。
  - 『独立自尊――福沢諭吉の挑戦』中央公論新社〈中公文庫〉、2011年2月。ISBN 978-4-12-205442-4。
  - 『独立自尊――福沢諭吉と明治維新』 筑摩書房〈ちくま学芸文庫〉、2018年9月。ISBN 4-480-09877-1。
- 『日本の自立――対米協調とアジア外交』中央公論新社、2004年2月。ISBN 4-12-003492-5。
- 『国連の政治力学――日本はどこにいるのか』中央公論新社〈中公新書〉、2007年5月。ISBN 978-4-12-101899-1。
- 『グローバルプレイヤーとしての日本』NTT出版〈日本の現代 ①〉、2010年12月。ISBN 978-4-7571-4092-9。編集委員、全17巻
- 『外交的思考』千倉書房、2012年2月。ISBN 978-4-8051-0986-1。
- 『日本政治の崩壊――第三の敗戦をどう乗り越えるか』中央公論新社、2012年4月。ISBN 978-4-12-004366-6。
- 『官僚制としての日本陸軍』筑摩書房、2012年9月。ISBN 4-480-86406-7。
- 『門戸開放政策と日本』東京大学出版会、2015年7月。ISBN 978-4-13-030155-8。
- 『明治維新の意味』新潮社〈新潮選書〉、2020年9月。ISBN 978-4-10-603853-2。
- 『覇権なき時代の世界地図』新潮社〈新潮選書〉、2024年5月。ISBN 978-4-10-603910-2。

### 共著・編著
- 編・解説『戦後日本外交論集――講和論争から湾岸戦争まで』中央公論社、1995年12月。ISBN 4-12-002520-9。
- 下斗米伸夫共著『新世紀の世界と日本』中央公論新社〈世界の歴史 30〉、1999年5月。ISBN 4-12-403430-X。編集委員：樺山紘一・礪波護・山内昌之
  - 下斗米伸夫共著『新世紀の世界と日本』中公文庫〈世界の歴史 30〉、2010年6月。ISBN 978-4-12-205334-2。シリーズ最終巻
- 田勢康弘共著『指導力――時代が求めるリーダーの条件』日本経済新聞社、2003年9月。ISBN 4-532-16447-8。
- 『国際環境の変容と政軍関係』中央公論新社〈歴史のなかの日本政治 2〉、2013年12月。ISBN 978-4-12-004572-1。論考6篇・監修（全6巻）
- 岡崎久彦・坂本多加雄共著 『日本人の歴史観 黒船来航から集団的自衛権まで』 文藝春秋〈文春新書〉、2015年9月
- 野中郁次郎共著 『知徳国家のリーダーシップ』日本経済新聞出版、2021年6月
- 編著『西太平洋連合のすすめ　日本の「新しい地政学」』東洋経済新報社、2021年10月

### 共編著
- 五十嵐武士共編 編『「争論」 東京裁判とは何だったのか』築地書館、1997年10月。ISBN 4-8067-5591-5。
- 五百旗頭真共編 編『開戦と終戦――太平洋戦争の国際関係』情報文化研究所、1998年10月。ISBN 4-7952-8236-6。
- 五百旗頭真共編 編『占領と講和――戦後日本の出発』情報文化研究所、1999年5月。ISBN 4-7952-8237-4。
- 御厨貴共編 編『戦争・復興・発展――昭和政治史における権力と構想』東京大学出版会、2000年4月。ISBN 4-13-030119-5。
- 『年金改革の政治経済学――世代間格差を超えて』田中愛治共編、東洋経済新報社、2005年3月。ISBN 4-492-70108-7。
- 『新しい地政学』細谷雄一共編、東洋経済新報社、2020年3月。ISBN 4-492-44456-4

### 監修・監訳
- 沖縄返還20周年記念行事民間実行委員会編 編『沖縄返還関係主要年表・資料集』北岡伸一監修、国際交流基金日米センター、1992年5月。
- ジョン・ヴァン・アントワープ・マクマリー 著、アーサー・ウォルドロン編 編『平和はいかに失われたか――大戦前の米中日関係・もう一つの選択肢』北岡伸一監訳、衣川宏訳、原書房、1997年7月。ISBN 4-562-02842-4。